# Roland Rodolphe Gaston Paulze d'Ivoy de la Poype
Roland Rodolphe Gaston Paulze d'Ivoy de la Poype est un fonctionnaire français, nommé préfet dans plusieurs départements, né à Cologne le 1er octobre 1812, et mort au château de la Mothe, Ligugé le 3 juin 1891 .

## Biographie
Issu de la famille Paulze d'Ivoy de La Poype, Roland Rodolphe Gaston Paulze d'Ivoy de la Poype est le fils de Jacques-Christian Paulze d'Ivoy (Paris, 1788-Paris, 1856) et de Fanny Agathe de La Poype (Versailles, 1788-Vendôme, 1871). Avec son frère, il est autorisé à relever le nom de leur mère le 5 novembre 1864.
Il a été successivement :
- sous-préfet à Saint-Girons le 20 décembre 1841,
- sous-préfet à Trévoux, le 31 mars 1843,
- sous-préfet à Compiègne, 28 octobre 1847, démissionnaire le 16 mars 1848,
- sous-préfet à Meaux, le 10/19 janvier 1849,
- préfet de l'Orne 20 novembre 1849, remplacé le 6 décembre 1851,
- préfet de la Haute-Marne le 12/16 décembre 1851,
- préfet de la Manche le  22 janvier 1852,
- préfet de l'Aude, nommé le 30 juillet, en poste le 12 août 1853, il est mis en disponibilité le 20 mai 1854,
- préfet de la Vienne le 26 novembre 1856, remplacé le 5 juin 1860,
- préfet des Alpes-Maritimes le 11 juin 1860,
- préfet du Cher le 5/26 janvier 1861,
- préfet d'Indre-et-Loire, du 31 janvier au 15 février 1870.

Il est mis à la retraite avec une pension de 5 000 F le 22 mars 1872 à compter du 8 septembre 1870.
- Maire de Croutelle vers 1875.

## Famille
- Jacques Paulze de Chastenolles (1723-1794), directeur général de la Ferme générale, directeur de la Compagnie française des Indes orientales, marié en 1752 à Claudine Thoynet de Rozières (vers 1735-1761), fille d'Étienne Thoynet de Rozières et de Christine Terray, petite-fille d'Antoine Terray et nièce de l'abbé Joseph Marie Terray (1715-1778) contrôleur général des finances en 1771,
  - Balthazar Paulze (1753- )
  - Christian Joseph Paulze (1755-1793), fermier général, marié en 1787 à  Laure Gaudin de Feurs
    - Jacques-Christian Paulze d'Ivoy (1788-1856), marié à Agathe de La Poype
      - Hélène Paulze d'Ivoy (vers 1810-1851)
      - Roland Paulze d'Ivoy, comte de La Poype, marié en 1850 avec Zénéïde Florentine de Marcombe (1832-1894)
        - Gédéon Jacques Christian Paulze d'Ivoy de La Poype (1851-1917), secrétaire d'ambassade[2],
        - Raoul Paulze d'Ivoy (1852- )
        - Roger Paulze d'Ivoy de La Poype (1854-1922) marié à Marie Bonamy (1864-1938)
          - Xavier Paulze d'Ivoy de La Poype (1889-1940) marié en 1919 avec Victoire Amicie Françoise de Saint-Genys (1890-1942)
            - Roland de La Poype, Roland Paulze d'Ivoy de La Poype (1920-2012),

        - Louise Élisabeth Paulze d'Ivoy de La Poype (1859-1958)

      - Antoine Jean Jacques Eugène Paulze d'Ivoy (1813-1893), général de division[3] ;
      - Eugène Jacques Charles Paulze d'Ivoy (1816-1859), colonel des zouaves pontificaux[4].

  - Marie-Anne Pierrette Paulze (1758-1836) mariée à Antoine Lavoisier (1743-1794), puis, en 1804, à Benjamin Thompson comte de Rumford (1763-1814) dont elle divorce en 1809.
  - Joseph Paulze (1759- )

## Distinction
- Commandeur de la Légion d'honneur le 14 août 1867[5].